# Разлика (теория на множествата)
В теорията на множествата разлика на две множества A и B се нарича резултантно множество, чиито елементи са елементи на А, но не са елементи на B:
{\displaystyle A-B=\{x|x\in A,x\notin B\}}
Изваждането на 2 множества едно от друго не притежава свойството асоциативност и комутативност.
Изваждането не винаги е допустимо. Не е възможно например да се изваждат числа от множествата на естествените и положителните числа, защото не може да се извади 1 от 3, без да знаем множествата на целите и рационалните числа.